# Туманов, Иван Иванович
Иван Иванович Туманов (18 июня (1 июля) 1894, Андреево — 13 января 1985, Москва) — советский ботаник, специалист в области физиологии растений, член-корреспондент АН СССР. Область научных интересов: зимостойкость, морозостойкость и засухоустойчивость, физиология плодоношения и водного режима сельскохозяйственных культур.

## Биография
Студентом с 1919 по 1923 год заведовал опытным полем на Ставропольской сельскохозяйственной опытной станции, где выполнял дипломную работу. В 1923 году окончил Киевский сельскохозяйственный институт (агроном-организатор).
В 1923 году поступил на Всеукраинские высшие курсы по сельскохозяйственному опытному делу и для выполнения исследовательской работы в 1924 году командирован в Главный ботанический сад СССР под руководство Н. А. Максимова.
С 1925 года работал научным сотрудником во Всесоюзном институте растениеводства (ВИР), а с 1934 до 1942 года — заведующим секцией физиологии засухоустойчивости и зимостойкости ВИР, а также заведующим отделом физиологии и селекции зимостойких растений ВИР.
В 1936 году присваивается ученая степень доктора биологических наук без защиты диссертации по совокупности научных работ.
В 1940 году приглашен А. Н. Бахом для организации лаборатории зимостойкости в Институте физиологии растений АН СССР, с 1942 до 1980 года работал её руководителем, с 1947 года — профессор.
23 октября 1953 года избирается членом-корреспондентом по ОБН (физиология растений) АН СССР.
Член редколлегии журнала «Физиология растений», член экспертной комиссии ВАК.

## Некоторые научные публикации
- Туманов И. И. Зимостойкость растений / отв. ред. Н. А. Максимов. — М.; Л.: Гос. изд-во сельскохоз. и колхозно-коопер. лит-ры, 1931. — 120 с. — 10 175 экз.
- Туманов И. И. Физиологические основы зимостойкости культурных растений. — М.; Л.: Сельхозгиз, 1940. — 367 с. — 7000 экз.
- Туманов И. И. Основные достижения советской науки в изучении морозостойкости растений / отв. ред. Н. А. Максимов и П. А. Генкель. — М.: Изд-во АН СССР, 1951. — 54 с. — (Тимирязевские чтения; 11). — 5000 экз.
- Туманов И. И., Гареев Э. З. Влияние органов плодоношения на материнское растение // Труды Института физиологии растений им. К. А. Тимирязева. — 1951. — Т. 7, вып. 2. — С. 22—108.
- Туманов И. И. (ред.). Методы определения морозостойкости растений. — М.: Наука, 1967. — 88 с. — 2000 экз.
- Туманов И. И. Физиология невымерзающих растений // Известия АН СССР. Серия биологическая. — 1969. — № 4. — С. 469—480.
- Туманов И. И. Физиология закаливания и морозостойкости растений / отв. ред. М. Х. Чайлахян. — М.: Наука, 1979. — 350 с. — 1700 экз.

## Награды и премии
- Орден Ленина
- Орден Трудового Красного Знамени
- Медаль «За оборону Ленинграда»
- Медаль «За доблестный труд в Великой Отечественной войне 1941—1945 гг.»
- Премия имени К. А. Тимирязева АН СССР (1979) — по совокупности работ по теме «Физиология закаливания и морозостойкости растений»